# Glypta caulicola
Glypta caulicola là một loài tò vò trong họ Ichneumonidae.